# Longwy

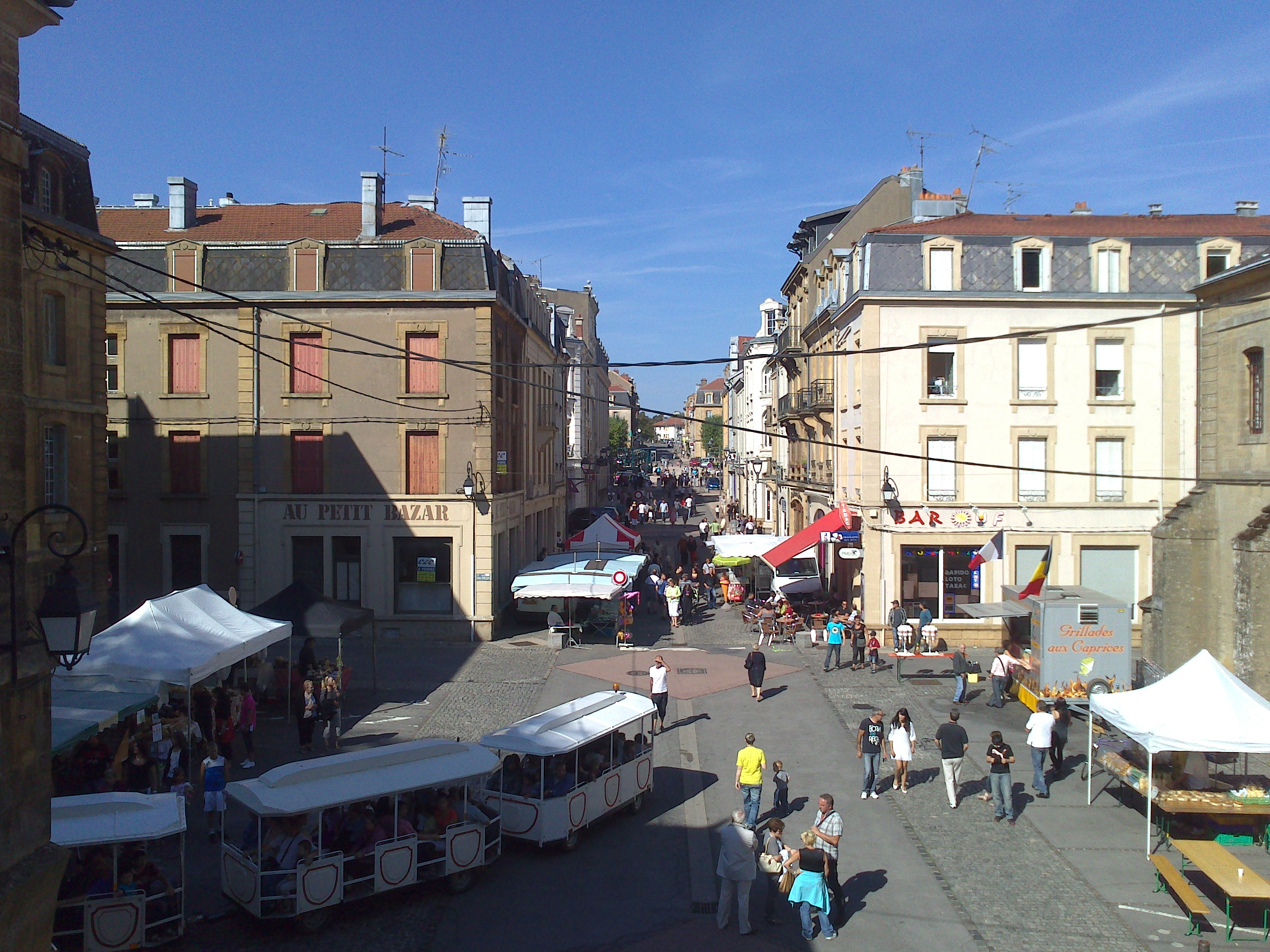
Rue Aristide Briand

Longwy [lɔ̃wi] (deutsch Langich) ist eine französische Stadt und Gemeinde mit 15.492 Einwohnern (Stand 1. Januar 2022) im Département Meurthe-et-Moselle in der Region Grand Est (bis 2015 Lothringen). Sie gehört zum Arrondissement Val-de-Briey und ist Verwaltungssitz des Gemeindeverbands Grand Longwy Agglomération. Das Bureau centralisateur des gleichnamigen Kantons befindet sich in Longwy. Die Einwohner werden Longoviciens und Longoviciennes genannt.

## Geografie
Longwy ist eine Industriestadt nahe der Grenze zu Belgien (Aubange) und Luxemburg (Petingen, Differdingen). Longwy hat zwei Ortsteile: die befestigte Oberstadt (Longwy-Haut) liegt auf einer größeren Erhebung in einer Höhe von ca. 365 m, die Unterstadt (Longwy-Bas) mit einem Thermalbad liegt etwa 60 Meter tiefer am Fluss Chiers, einem Nebenfluss der Maas. Größere Städte in der Umgebung sind Esch an der Alzette (ca. 20 Kilometer östlich), Arlon (ca. 20 Kilometer nördlich), Sedan (ca. 80 Kilometer nordwestlich), Bastogne (ca. 60 Kilometer nördlich), Luxemburg (ca. 35 Kilometer nordöstlich) und Metz (ca. 65 Kilometer südöstlich).
Umgeben wird Longwy von den zehn Nachbargemeinden:
|                  | Mont-Saint-Martin                           | Longlaville |
| Cosnes-et-Romain | Kompassrose, die auf Nachbargemeinden zeigt | Herserange  |
| Lexy             | Réhon                                       | Mexy        |

### Stadtviertel
Zu statistischen Zwecken ist die Stadt Longwy in sieben Stadtviertel eingeteilt:
- Gouraincourt
- Le Tivoli Longwy-Haut
- Le Vieux Château Pulventeux
- Longwy Nord Ouest
- Longwy Ouest
- Longwy Ouest Longwy-Haut
- Saint-Louis Les Récollets Longwy-Bas

## Bevölkerungsentwicklung
| Jahr      | 1962   | 1968   | 1975   | 1982   | 1990   | 1999   | 2006   | 2019   |
| Einwohner | 21.929 | 21.076 | 20.131 | 17.338 | 15.439 | 14.521 | 14.346 | 14.774 |

Im 19. Jahrhundert wuchs die Bevölkerung Longwys von ca. 2000 auf über 9000 Personen an; die höchste Einwohnerzahl von etwa 22.000 hatte die Stadt in den 1960er Jahren. Die grenzübergreifende Industrieregion um Longwy (23 Gemeinden in Lothringen, Belgien und Luxemburg) zählt heute rund 120.000 Einwohner. Seit den 1970er Jahren ist die Bevölkerungszahl der Stadt und der gesamten Region jedoch stark rückläufig, was auf den Niedergang der Schwerindustrie zurückzuführen ist.

## Wirtschaft
Im Mittelalter war Longwy ein eher unbedeutendes Dorf wie andere in der Gegend auch. Durch seine strategische Lage innerhalb der zwischen dem Deutschen Reich und Frankreich umstrittenen Grenzregion Lothringen nahm es im 17. Jahrhundert an politischer und wirtschaftlicher Bedeutung zu. Von der Mitte des 19. bis ins 20. Jahrhundert entwickelte sich Longwy wegen der Kohle- und Erzvorkommen in der Umgebung zum Zentrum der französischen Stahlproduktion. Weiterhin bekannt ist es für seine kunstvoll glasierten Tonwaren. 1798 wurde die Faïencerie (Steingutmanufaktur) von Longwy gegründet. Unter Napoleon I. nahm das Geschäft einen Aufschwung, als der Kaiser Tischservice kaufte. 1870 begann man mit der Herstellung von Emails nach fernöstlichen Vorbildern. Nach 1918 wurde die Firma berühmt für ihre Art-déco-Geschirre, die bedeutende Künstler entwarfen und auf Ausstellungen Preise erzielten.

## Geschichte

Stadtplan von Longwy im 18. Jahrhundert

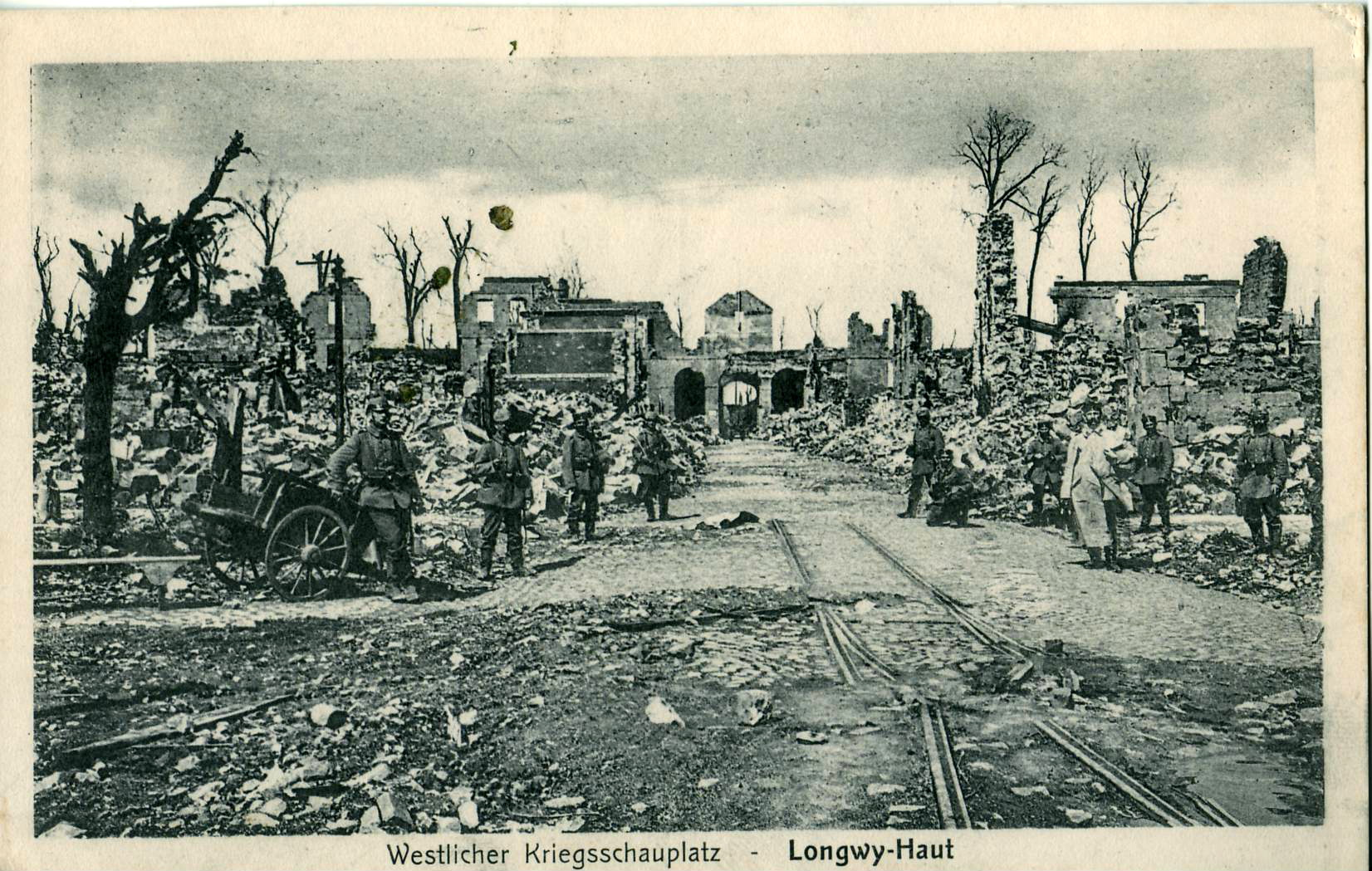
Zerstörte Oberstadt im Jahr 1914

Longwy gehörte zum westfränkischen Lotharingien und – nach dessen Aufteilung – zu Oberlothringen sowie schließlich zum Herzogtum Bar. Die Geschichte in westfränkischer Zeit ist kaum erforscht. Dokumente der Jahre 633–634 beziehen sich auf den deutschen Ort Longuich (Kreis Trier-Saarburg). Die französische Geschichtsschreibung hat bisher auch keine Urkunden über Longwy entdeckt und stützt sich auf Sekundärliteratur (1096 „Longwi“ und 1173 „Longwy“ nach M. Bouteiller und E. Negré). Im Jahr 1368 wurde der Ort dem Herzog von Luxemburg überlassen, kam aber 1378 zum Herzog von Bar zurück. 1480 wurde das gesamte Herzogtum Bar dem Herzogtum Lothringen einverleibt. Bereits Ende des 15. Jahrhunderts entstand eine erste kleinere Eisenschmelze, doch wurde die Produktion Mitte des 16. Jahrhunderts wieder eingestellt.
Nach dem Ende des Dreißigjährigen Krieges, d. h. von 1648 bis 1660, gehörte Longwy zu Frankreich, danach wieder zum Herzogtum Lothringen. Im Jahr 1670 wurde der Ort endgültig französisch, was durch den Vertrag von Nimwegen (1678) besiegelt wurde. Ludwig XIV. ließ die Stadt ab 1679 durch seinen Baumeister Vauban befestigen. In der Zeit der Französischen Revolution übergab sich die Stadt nach kurzer Belagerung kampflos den Truppen des Herzogs von Braunschweig (23. August 1792); nach der Kanonade bei Valmy (20. September 1792) wurde sie auf Anweisung der Preußen im Oktober desselben Jahres vorübergehend gänzlich geräumt.
Im Jahr 1848 ging der erste Hochofen in der Unterstadt von Longwy in Betrieb. 1905 kam es zum großen Streik, während der 1902 eingewanderte Tullio Cavallazi den Arbeitskampf der italienischen Bergwerker anführte, konnte Alphonse Merrheim von der CGT die französischen und belgischen Metallarbeiter von der Arbeitsniederlegung überzeugen.
Nach dem Deutsch-Französischen Krieg von 1870/71 lag Longwy in jenem Teil Lothringens, der bei Frankreich verblieb. Die Zitadelle, schon 1870/71 von deutschen Soldaten belagert, wurde kurz nach Ausbruch des Ersten Weltkriegs am 22. August 1914 von deutschen Truppen eingenommen und war damit die erste französische Festung, die in deutsche Hände fiel. Laut Septemberprogramm von 1914 sollte Longwy wegen seiner Erz- und Kohlefördergebiete an das Deutsche Reich angeschlossen werden. Im März 1917 erklärte sich die Reichsregierung zu einem Friedensabkommen mit Frankreich bereit, wenn das Erzlager von Brie-Longwy im Austausch gegen französischsprachige Teile des Reichslandes Elsaß-Lothringen an das Deutsche Reich kommt.
Nach dem Zweiten Weltkrieg kamen viele italienische Arbeiter. In den 1970er und 1980er Jahren, insbesondere zwischen 1979 und 1984, erregte der – langandauernde, letztlich vergebliche – Arbeitskampf gegen die Schließung eines großen Hüttenwerks in Longwy internationale Aufmerksamkeit.

## Sehenswürdigkeiten
Longwy-Haut

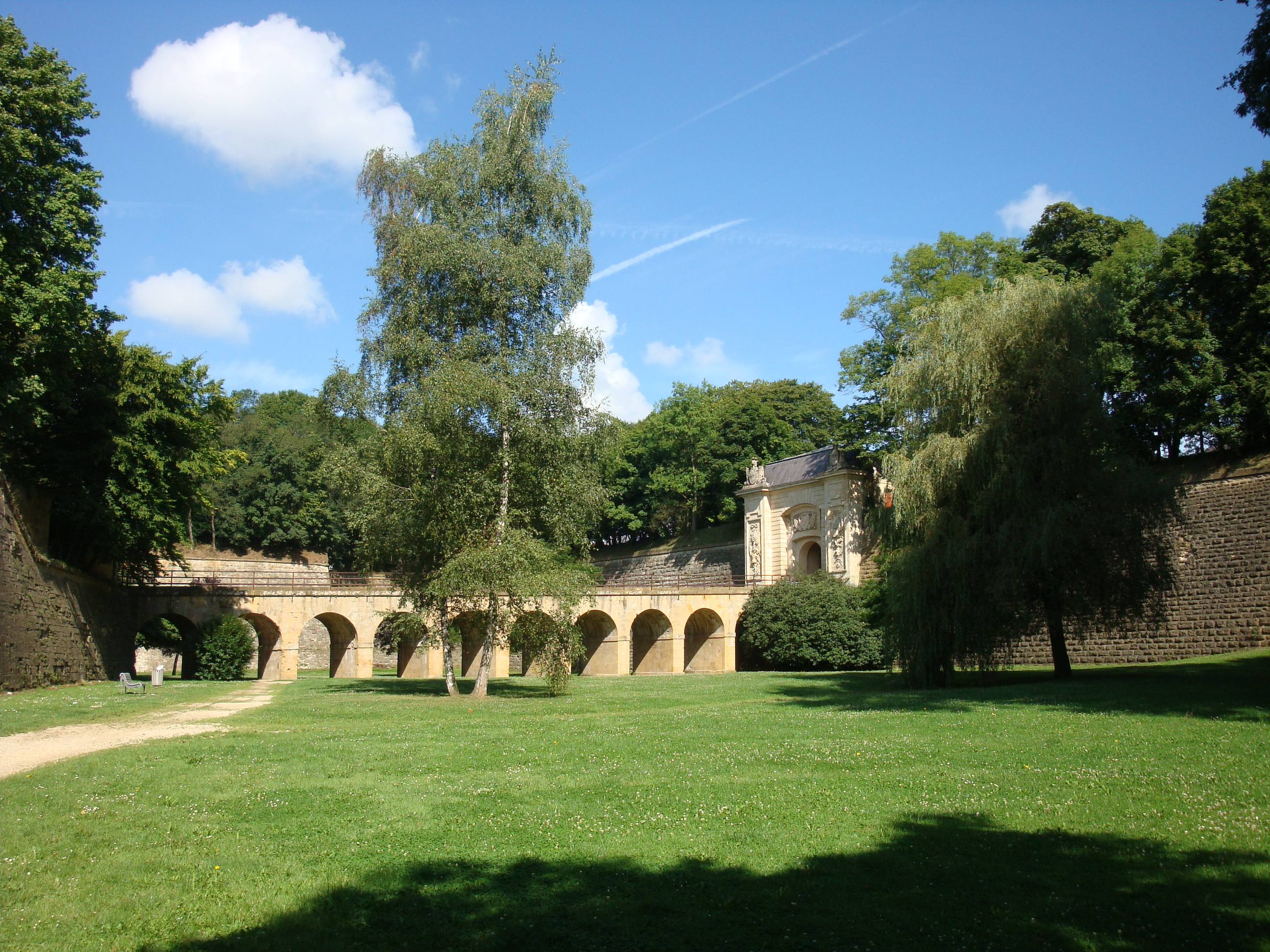
Festungsgraben mit Brücke und Porte de France

- Bedeutendste Sehenswürdigkeit ist die von Vauban mit Mauern und Gräben befestigte Oberstadt (Citadelle de Longwy) mit der trophäengeschmückten Porte de France und einem – von Kasernen und anderen ehemals militärisch genutzten Gebäuden umstandenen – zentralen Paradeplatz (Place Darche) mit dem Gebäude der Intendantur und einem Brunnenhaus in der Mitte; die Gesamtanlage sowie einige Gebäude wurden in den Jahren 1913 bis 1933 als Monuments historiques anerkannt.[6][7][8] Die Zitadelle von Longwy gehört seit 2008 zusammen mit anderen Festungen in ganz Frankreich zum UNESCO-Weltkulturerbe der ‚Festungsanlagen von Vauban‘.[9]
- Innerhalb der Festungsanlage befinden sich auch die Ruinen einer mittelalterlichen Burg, die im 17. Jahrhundert auf Befehl Ludwigs XIV. zerstört wurde.
- Die im 17. Jahrhundert erbaute, im Ersten Weltkrieg zerstörte, aber danach wiederaufgebaute Garnisonskirche (Église Saint-Dagobert) ist seit 1921 in die Liste der Monuments historiques eingetragen.[10]
- Unmittelbar daneben steht das ehemalige Rathaus (Ancienne Hôtel de Ville), ein imposantes Gebäude mit leicht vorspringendem Mittelrisalit und wappengeschmücktem Giebel aus den Jahren 1730 bis 1734, welches im Jahr 1921 als Monument historique anerkannt wurde.[11]
- In der ehemaligen Bäckerei im Bereich der Zitadelle befindet sich das Musée des Emaux et Faïences, welches über 3000 Exponate zur Geschichte der Emailkunst und der Herstellung von Fayencen der letzten zweihundert Jahre beherbergt – das älteste Ausstellungsstück stammt aus dem Jahr 1804.

Longwy-Bas

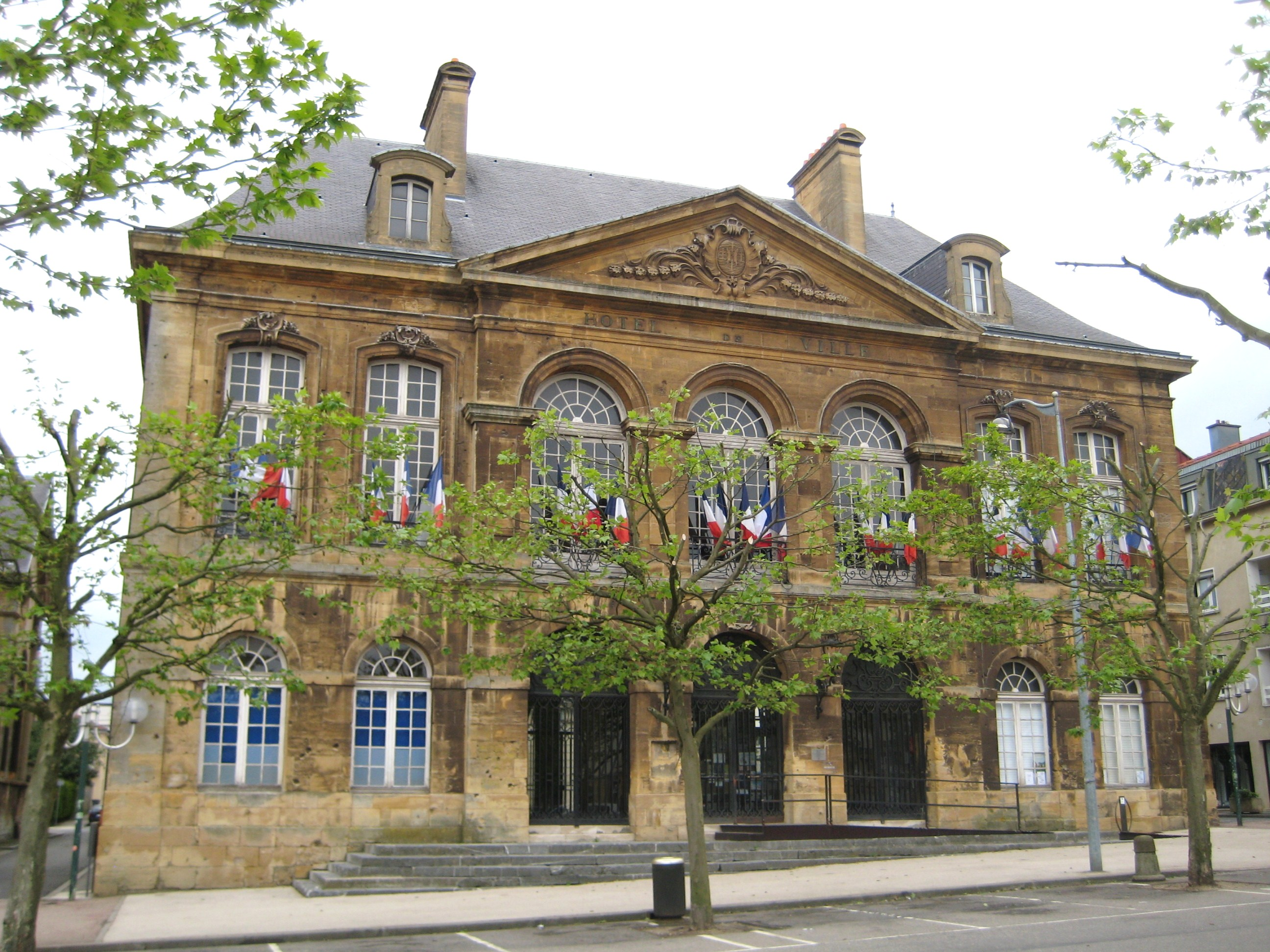
Ehemaliges Rathaus

- Im Norden der Unterstadt siedelte sich im 17. Jahrhundert der Orden der Franziskaner-Rekollekten an und gründete ein Kolleg, welches heute – nach Umbauten und Erweiterungen im 18. Jahrhundert – als Schulgebäude dient.
- Der Karmelitinnen-Konvent wurde – nach erlittenen Beschädigungen im Ersten Weltkrieg – in den 1970er Jahren endgültig abgerissen; ein gerettetes Portal wurde in die Zitadelle verbracht.

## Sport
Im Jahr 2022 befand sich die Zielankunft der 6. Etappe der 109. Austragung der Tour de France in Longwy. Die Stadt war damit zum elften Mal Etappenort. Mit der Côte de Pulventeux wurde zudem eine Bergwertung der 3. Kategorie abgenommen. Die Bergwertung sicherte sich der Franzose Alexis Vuillermoz, während Tadej Pogačar die Etappe gewann und das Gelbe Trikot übernahm.

## Städtepartnerschaften
- Nagold in Deutschland
- Differdange in Luxemburg

## Persönlichkeiten
- Claudius Florimund Mercy (1666–1734), kaiserlicher Feldmarschall, geboren in Longwy
- Franz von Mercy (1597–1645), kurbayerischer Feldmarschall, geboren in Longwy
- Heinrich von Mercy (1596–1659), lothringischer Adliger, geboren in Longwy
- Kaspar von Mercy (1599–1644), kurbayrischer Generalwachtmeister im Dreißigjährigen Krieg, geboren in Longwy
- Nikolaus Person (vor 1660–1710), französisch-deutscher Kupferstecher, Architekt, Kartograph und Verleger, geboren in Longwy, gewirkt in Mainz
- Eugène-Casimir Villatte (1770–1834), französischer General der Infanterie in den Koalitionskriegen, geboren in Longwy
- Jean-Baptiste Fresez (1800–1867), luxemburgischer Maler, geboren in Longwy
- Paul Georges Klein (1909–1994), französischer Maler, geboren in Longwy
- Benoît Di Sabatino (* 1965), französischer Regisseur und Filmproduzent, geboren in Longwy